# Pierre Hauton
Pierre Hauton, né en 1629 à Argentan et mort en 1692, est un chimiste français, membre de l’Académie de physique de Caen.

## Biographie
Fils d’un apothicaire de Falaise, Hauton appartenait à une des familles « les plus anciennement et les plus honorablement connues du pays ». Il a étudié la médecine à l’université de Caen, et a longtemps séjourné à Paris, chez Turgot de Saint-Clair, dans la maison duquel il était assez familier.
Premier médecin du duc de Longueville,, Hauton s’occupait de chimie. L’érudit fondateur de l’Académie de physique de Caen, en 1662, Pierre-Daniel Huet a dit de lui qu’« Il avait de la candeur, de l’esprit, de la sagacité, mais un tel enthousiasme pour son art, qu’il lui attribuait toute espèce de puissance, comme de transmuer les métaux et de produire des médicaments qui, outre qu’ils guérissaient toutes les maladies, prolongeaient la vie humaine jusqu’à cinq cents ans. » Sa recherche de la pierre philosophale, l’a amené à se vanter, vers 1650, d’avoir fabriqué de l’or par transmutation. Il a même entrepris, avec le poète et alchimiste normand, Jean Vauquelin des Yveteaux (1651-1716),, le grand œuvre dans son laboratoire à Ouilly-le-Tesson. 
Admis au sein de l’Académie de physique de Caen par Pierre-Daniel Huet et André Graindorge, il prenait son rôle très au sérieux, collaborant au projet de ce dernier de dessalement de l’eau de mer, afin de remédier aux problèmes de provisions d’eau douce. Le 7 décembre 1769, il a fait une communication présentant sa méthode de la vaporisation de l’eau de mer et sa réduction en eau douce et potable à laquelle il avait consacré deux années de recherches devant l’Académie des sciences de Paris, qui rejeta le résultat de ses travaux, non pour cause d’inexactitude, mais tout simplement parce qu’aucun navire n’aurait pu embarquer la quantité de bois nécessitée par l’exécution de ce projet,. Cette découverte lui a néanmoins valu de recevoir de Colbert une gratification de 1 200 livres « en considération du secret qu’il a trouvé et donné au Roy de dessaler l’eau de mer » en 1670.
Conformément à son intérêt pour la chimie, Hauton était un tenant de l’iatrochimie, pratique enracinée dans l'alchimie de la médecine initiée par Paracelse, tentant de procurer une solution aux maladies et aux affections médicales avec une pharmacopée élaborée par la chimie,,. Un autre membre de l’Académie, Matthieu Maheust de Vaucouleurs, professeur de médecine à l’université de Caen tenait, en revanche, pour la pure tradition galéniste,. Après avoir bien travaillé ensemble pendant plusieurs années, ces deux scientifiques en sont venus à se détester, au point que leurs fréquentes querelles ont ralenti les travaux de cette académie. Apparue au cours de l’été 1665, leur différend s’est aggravé, au début du printemps 1670, lorsqu'un des patients de Hauton est mort, au cours d’une épidémie, sans avoir été saigné. Leur opposition sur l’usage de la saignée, s’est alors muée en une violente querelle qui a fini par culminer avec une véritable altercation en pleine Académie de physique, dans laquelle Graindorge a été obligé d’intervenir pour les séparer en leur disant qu’ils couvraient l’Académie de ridicule. Tous deux offensés, ils ont arrêté d’assister aux sessions. Graindorge et Huet ont même dû intervenir pour tenter de dissuader Vaucouleurs d’intenter un procès à Hauton.

## Publications
- « Moyen de rendre l’eau de la mer potable », Mémoires de l’Académie royale des sciences.